# Zgornja dolina Rena
Zgornja dolina Rena, Renska riftna dolina (nemško Oberrheinische Tiefebene, Oberrheinisches Tiefland ali Oberrheingraben, francosko Vallée du Rhin) je velik geološki prelom, približno 350 kilometrov dolg in v povprečju 50 km širok, ki leži med Baslom na jugu ter mestoma Frankfurt in Wiesbaden na severu. Njegov južni del je meja med Francijo in Nemčijo. Je sestavni del evropskega kenozojskega tektonskega sistema, ki se razteza po vsej srednji Evropi. Zgornjerenski graben je nastal v oligocenu kot odgovor na razvoj Alp na jugu in ostal dejaven vse do danes. Danes renska riftna dolina sestavlja podolžno korito, skozi katero teče reka Ren.

## Nastanek
Zgornja dolina Rena je nastala v zgodnjem kenozoiku v obdobju poznega eocena. V tem času je bila alpidska orogeneza, največji dogodek nastanka gora, ki je ustvaril Alpe, na začetni stopnji. Alpe so se oblikovale zaradi trka afriške in evropske tektonske plošče. Domneva se, da je zaradi nepravilnega trka začetni stik med dvema celinama povzročil nastanek dilationalnih (ekstenzijskih) struktur v kotlini severno od Alp. Posledice so bile precejšnje stanjšanje skorje, nastanek obsežnega grabna ter izolirana vulkanska dejavnost. Raztezni faktor je ocenjen na ~ 2.

### Dvigovanje bočnih delov
Na obeh straneh, vzhodni in zahodni, renske planote sta se oblikovali dve veliki hriboviti območji, ki potekata po celotni dolžini bazena. Na zahodu, v Franciji, so ti hribi znani kot Vogezi in na vzhodu, v Nemčiji, hribi sestavljajo Schwarzwald. Verigi sestavljata iste vrste kamnin v svojih jedrih skupaj z globoko skorjo iz gnajsa. Ustrezata dvigu več kot 2500 metrov, od katerih je bilo veliko erodiranih. Ta dvig je nastal zaradi izostatičnega odziva, povezanega s tvorbo ekstenzijskega bazena. Zato so najvišje gore neposredno ob robu bazena in vedno nižje navzven. Meje med hribovitimi območji in renskim grabnom so velike normalne prelomne cone.
Severni del Renske planote je prav tako obkrožen z nekoliko nižjimi gorskimi verigami Pfalškega gozda (Pfälzerwald) na zahodni in Odenwalda na vzhodni strani.

## Vulkansko delovanje
Razširitev, povzročena zaradi nastajanja Alp, je bila dovolj, da se je stanjšala skorja in da so nastale ustrezne razmere za nastanek magmatskega in vulkanskega delovanja. To je povzročilo nastanek mafičnih dajkov, ki sledijo splošni strukturni težnji ekstenzijskih prelomov. Poleg tega so se oblikovali posamezni vulkani, kot je Kaiserstuhl.

### Vulkan Kaiserstuhl
Kaiserstuhl (dobesedno Cesarjev prestol) je skupek vulkanskih hribov na severozahodu Freiburga v renskem grabnu. Najvišja točka tega majhnega, osamljenega vulkanskega središča je na hribu Totenkopf (557 metrov). Vulkansko delovanje je bilo najpogostejše v miocenu, pred približno 15 milijoni let. Danes je Kaiserstuhl ugasel vulkan.

## Potresi
Leta 1356 je bil na planoti Baselski potres. To je bil morda najbolj uničujoč potres do zdaj v severozahodni Evropi, uničil je mesto Basel in zravnal z zemljo vse zgradbe 200 km naokoli. To je bil najpomembnejši zgodovinski seizmološki dogodek v srednji Evropi. Epicenter je bil med Waldkirchnom in St. Petrom v Breisgau-Hochschwarzwaldu. Še vedno je sporno, kaj je povzročilo potres: ali pretrg preloma ali pa je bil preprosto eden od mnogih narivnih sunkov, ki gradijo Alpe na jugu. Pomisleki so bili izraženi nad ustreznostjo potresnega vrednotenja in oblikovanja jedrske elektrarne Fessenheim, zgrajene na Renski planoti blizu prelomov.

## Zgornjerenski vodonosnik
Pod planoto Zgornje Porenje je vodonosnik, ki je eden največjih v Evropi in ima po ocenah 450.000 km³ sveže vode. Oskrbuje približno 3 milijone ljudi v Franciji in Nemčiji. Od tega je 75 % pitne vode in 50 % vode za industrijo. Leta 1970 je bil resno onesnažen z nitrati, pesticidi, kloridi in hlapnimi organskimi spojinami.

## Raziskovanje
Pri raziskovanju potresne nevarnosti, neotektonike in upravljanju vod je sodelovalo 25 univerz in vladnih agencij. Raziskava je bila osredotočena na štiri teme:
- neotektonika in potresna nevarnost (določitev območja napredujočih sprememb, sedanji način pritiskov, lokacije potresov in pogostost, presoje tveganj);
- modeliranje hidrosistemov (modeliranje pliokvartarnih hidrosistemov Zgornjerenskega grabna in čas prenosa onesnaževal v njih);
- struktura in evolucija (ponovna ocena strukturnega razvoja planote Zgornje Porenje in posledice za neotektonske spremembe, reaktivacija preloma, reologija skorje in potresna dejavnost);
- dinamično modeliranje (dinamično modeliranje preteklih in sedanjih sprememb na območju Renskega grabna).